# Farmer (przedsiębiorstwo)
Farmer Sp. z o.o. – producent ciągników rolniczych z siedzibą w Sokółce. Obecnie w upadłości likwidacyjnej.

## Historia
- 2003 – w kwietniu z inicjatywy NPP “Agromashinvest” z Dniepra powstaje polsko-ukraińska spółka joint-venture Farmer Sp. z o.o. produkująca ciągniki rolnicze w Sokółce. Na wystawie Agroshow w Bednarach zaprezentowano pierwszy produkt fabryki – Ciągnik Farmer F-8244 z 81 konnym silnikiem bazujący na podzespołach ukraińskiej firmy JUMZ.[1][2][3]
- 2005 – podjęto współpracę z nowym dostawcą transmisji – włoskim przedsiębiorstwem Carraro czego efektem był zaprezentowany po raz pierwszy na targach w Szepietowie ciągnik Farmer F-8244 C2 z silnikiem D-243 białoruskiej firmy MMZ (Mińska Fabryka Silników), w sierpniu rozpoczęto sprzedaż modelu F-10244 C1 ze 105 konnym silnikiem MMZ D-245 i synchronizowaną przekładnią 12/4[4]
- 2006 - firma zakończyła trwający 8 miesięcy proces wdrażania zarządzania zgodnie ze standardami Systemu Zarządzania Jakością zgodnymi z wymaganiami normy ISO 9001:2000, do sprzedaży trafił prezentowany uprzednio na pokazach model F-8258 z 82-konnym silnikiem John Deere 4045D i przekładnią Carraro 506
- 2007 – na targach w Poznaniu został zaprezentowany nowy model F2-8248 napędzany silnikiem MMZ D-245.43 S3A spełniający normę Euro2 wyposażone w skrzynię przekładniową Carraro[5]
- 2008 - do sprzedaży trafia seria TE: F-7258 TE, F-8258 TE, F-9258 TE z silnikami John Deere spełniającymi normę Euro 3A o mocach: 76, 82, 86 KM i 12 lub opcjonalnie 24 biegowymi przekładniami Carraro[5]
- 2010 - do sprzedaży trafia seria F4: F4-6258, F4-7258 i ich sadownicze odpowiedniki z serii F3: F3-6258, F3-7258 z silnikami John Deere o mocy 61KM i 66 KM, które spełniają normy czystości spalin Euro IIIA i 8 biegowymi przekładniami Carraro[6]
- 2011 – na targach Agritechnica w został zaprezentowany model F5-12272s wyposażony w 112 konny silnik Iveco (FPT) spełniający normę Euro IIIA, przedni most Carraro i przekładnię ZF z elektrohydraulicznym rewersem i 16 biegami i podnoiśnik EHR Bosch[7]
- 2013 – zaprezentowano model F5-12277s wyposażony w silnik Iveco (FPT), przedni most i przekładnię Carraro z rewersem i 12 biegami. Model F5-12272s otrzymał wyróżnienie w postaci tytułu Maszyna Rolnicza Roku 2013[8]